# Geshtu-e
En mitología acadia y sumeria, Geshtu-E (también Geshtu, Gestu) fue un dios menor de la inteligencia. La leyenda relatada en el poema Atrahasis, cuenta que fue sacrificado por los dioses superiores y su sangre mezclada con arcilla fue usada para crear a la humanidad.